# Mustafa Cevlan
Mustafa Cevlan (* 17. Oktober 1960 in Tarsus) ist ein ehemaliger türkischer Fußballtorhüter.

## Karriere
Mustafa Cevlan begann seine Karriere in der Saison 1979/80 bei Galatasaray Istanbul. Er war nach Eser Özaltındere zweiter Torhüter in dieser Spielzeit und kam zu sieben Ligaspielen. 1981 wechselte Cevlan zu Adana Demirspor. Am Ende der Saison 1983/84 stieg Adana Demirspor in die 2. Liga ab. Dort spielte Cevlan bis zum Ende der Spielzeit 1984/85 und wechselte danach zu Bursaspor. Mit Bursaspor gewann Cevlan den türkischen Pokal. Nach einer Saison bei Bursaspor folgte Altay Izmir. Für Altay kam er in zwei Jahren zu 20 Ligaspielen.
Fortan spielte Mustafa Cevlan für Gebzespor, Üsküdar Anadolu 1908 SK, Beylerbeyi  SK, Gönenspor und Beykozspor.

## Erfolge
Bursaspor
- Türkischer Fußballpokal: 1986

Üsküdar Anadolu 1908 SK
- Drittligameister: 1991

Beylerbeyi SK
- Drittligameister: 1996